# Ruud Lubbers

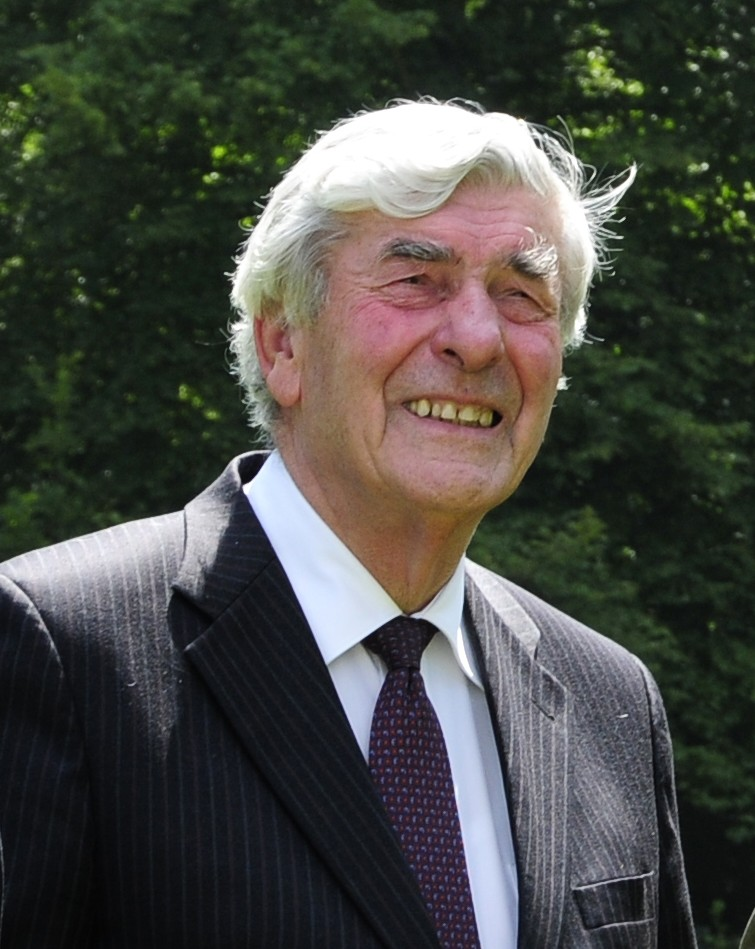
Ruud Lubbers

Rudolphus Franciscus Marie "Ruud Lubbers (tiếng Hà Lan phát âm: ['ryt lʏbərs, 7 tháng 5 năm 1939 - 14 tháng 2 năm 2018) là một nhà chính trị Hà Lan đã nghỉ hưu thuộc Đảng Dân chủ Cơ-đốc Hà Lan. Ông là thủ tướng Vương quốc Hà Lan từ ngày 4 tháng 11 năm 1982 cho đến ngày 22 tháng 8 năm 1994.
Trước đó ông từng làm Bộ trưởng Bộ Nội vụ kinh tế từ 11 tháng 5 năm 1973 cho đến ngày 19 tháng 12 năm 1977 trong nội các Den Uyl. Ông đã trở thành một dân biểu của Hạ viện từ ngày 22 tháng 12 năm 1977 cho đến ngày 04 tháng 11 năm 1982. Khi nhà lãnh đạo Quốc hội của Đảng Dân chủ Cơ-đốc chúa giáo trong Hạ viện Wim Aantjes từ chức dô một cuộc tranh cãi về Chiến tranh Thế giới II tranh cãi, Lubbers kế nhiệm ông làm lãnh đạo Quốc hội, ông đã phục vụ từ 7 tháng 11 năm 1978 cho đến khi 04 tháng 11 năm 1982. Khi phúc thẩm Đảng Dân chủ lãnh đạo Kitô giáo và ngồi Thủ tướng Chính phủ Dries van Agt thông báo nghỉ hưu, Lubbers đã được lựa chọn để thành công anh ta. Lubbers trở thành Thủ tướng của Hà Lan, lãnh đạo các nội các Lubbers I, II và III. Lubbers được nhiều người coi là người thừa kế tư tưởng của Margaret Thatcher trong thời gian cầm quyền của ông. Một trong những khẩu hiệu chiến dịch của ông là: "Meer Markt, kèm cặp overheid" (thị trường nhiều hơn, chính quyền ít hơn).
Sau nhiệm kỳ làm thủ tướng, Lubbers đã bán nghỉ hưu khỏi chính trường và trở thành một giáo sư tại Trường John F. Kennedy của Chính phủ và Đại học Tilburg từ năm 1995 cho đến năm 2001. Ông trở thành Cao ủy viên Liên Hợp Quốc về người tị nạn vào ngày 01 tháng 1 năm 2001 và làm nhiệm vụ này cho đến khi ông từ chức vào ngày 20 tháng 2 năm 2005. Lubbers đã giữ vai trò informateur cho hai đợt hình thành nội các, nội các Balkenende III trong năm 2006 và nội các Mark Rutte trong năm 2010. Lubbers giữ kỷ lục là người trẻ nhất nắm giũ chức vụ, ở tuổi 43 và thủ tướng trong thời gian dài nhất của Hà Lan.
- Ngày 11.12.1991 ông được trao Huy chương Robert Schuman.
- Ngày 31 Tháng 1, 1995, ông đã được ban danh hiệu danh dự của Quốc vụ khanh.